# Schildfunde in Irland
Unter den Schildfunden in Irland sind lediglich zwei Rundschilde aus Bronze. Der Bronzeschild vom Lough Gur (Objektnummer: IA: 1.872,15), gefunden in einem Moor zwischen Ballinamoona und Herbertstown, ist ein Yetholmschild. Er wurde im County Limerick gefunden und befindet sich im Irischen Nationalmuseum. Er hat etwa 71 cm Durchmesser. Ein kleinerer Schild aus Bronze mit großer Bosse, gefunden bei Athenry im County Galway, befindet sich im British Museum.

## Hintergrund
Bronzeschilde wurden auf den Britischen Inseln nicht mit anderen Objekten vergesellschaftet gefunden, so dass keine eindeutigen Hinweise auf ihr Alter vorliegen. Sie werden in der Regel jedoch in die späte Bronzezeit datiert. Sie sind mit zahlreichen kleinen Bossen verziert, die durch konzentrischen Kreise getrennt sind. Das Bronzeblech der Schilde ist ausgetrieben.
Es gibt zwei Schildfunde aus anderem Material in Irland, die sich ebenfalls im National Museum befinden. Einer ist der Kiltubbrid-Schild ein eisenzeitlicher Holzschild mit konzentrischen Ringen. Der Erlenholzschild, der 1863 drei m tief, in einem Sumpf im County Leitrim gefunden wurde.
Der 1908 bei Clonbrin im County Longford gefundene Lederschild ist der einzige seiner Art in Europa. Er besteht aus einem massiven Stück Leder, fast 6 mm dick. Er ist leicht oval und misst 0,52 auf 0,495 m. Er hat eine aus dem Leder gedrückte Bosse, die von drei ebenfalls erhabenen konzentrischen Ringen umgeben ist. Der innere Ring ist rund und die beiden anderen zeigen einen einspringenden Winkel. Der Schild hat, ungleichmäßig zwischen den äußeren Ringen verteilt, 24 kleine runde Bossen, die denen auf Bronzeschilden ähneln. Ein Lederhandgriff befindet sich auf der Rückseite. Der Schild scheint vollständig zu sein, es gibt keine Spur von Holzstützen. Er wird lediglich durch den aufgewölbten Rand stabilisiert. Der Lederschild ist wahrscheinlich in der frühen Eisenzeit hergestellt worden.
Die Rundschilde der späten Bronzezeit wurden von ovalen Schilden abgelöst, die den Übergang zum länglichen Schild der späten Keltenzeit in Großbritannien bilden.
Beschreibung zu dem Schild aus der Grafschaft Limerick:

“Ancient Irish bronze shield, 28 inches in diameter, found in a bog in the Co. Limerick. Shields were often made of yew-wood, which is very hard: and oftener still of wickerwork, covered outside with tough hides, generally tanned. Wickerwork shields were sometimes large enough to cover the whole body. On the inside of every shield was a crossbar which was held in the hand: and for additional safety a leather strap fastened to the shield, went round the warrior's neck.”

„Alter irischer Bronzeschild, 28 Zoll im Durchmesser, gefunden in einem Moor in der Grafschaft Limerick. Die Schilde bestanden oft aus Eibenholz, was sehr hart ist: und oft noch aus Korbwaren, die draußen mit harten Häuten bedeckt und im Allgemeinen gegerbt waren. Korbwarenschilde waren manchmal groß genug, um den ganzen Körper zu bedecken. Auf der Innenseite jedes Schildes befand sich eine Querstange, die in der Hand gehalten wurde. Zur zusätzlichen Sicherheit ging ein am Schild befestigtes Lederband um den Hals des Kriegers.“

Kleinere Nachbildungen solcher Rundschilde befanden sich auch an Gorgets (Zierkragen für den Hals, die größtenteils aus Gold waren).

## Kontext
Die in dänischen Mooren gefundenen Bronzeschilde wurden zwischen 1100 und 700 v. Chr. in Mitteleuropa hergestellt. Bronzeschilde sind von Italien bis Schweden und von Irland bis Ungarn bekannt. Es ist unwahrscheinlich, dass sie im Krieg eingesetzt wurden. Sie wurden in Ritualen verwendet. Im alten Rom gab es Zeremonien, bei denen Priester im Frühling und Herbst mit heiligen Schilden tanzten. Sie galten als Sonnensymbole, die mit den Göttern und den Jahreszeiten verbunden waren. Auch auf skandinavischen Felszeichnungen sind Schilde im Zusammenhang mit Ritualen zu sehen.